# حياة جوسايا هينسون، عبد سابقا، والآن من سكان كندا، كما رواها بنفسه
حياة جوسايا هينسون، عبد سابقًا، والآن أحد سكان كندا، كما رواها بنفسه  (بالإنجليزية: The Life of Josiah Henson, Formerly a Slave, Now an Inhabitant of Canada, as Narrated by Himself)‏ هي قصة عبيد كتبها جوسايا هينسون، الذي اشتهر فيما بعد بكونه أساس شخصية العنوان من رواية هارييت بيتشر ستو عام 1852 كوخ العم توم. نُشر حياة جوسايا هينسون في عام 1849، وهو أول عمل لهينسون، لكنه أُمليَ على Samuel A. Eliot، الذي كان عمدة بوسطن سابقًا معروفًا بآرائه المناهضة للعبودية. على الرغم من أن هينسون كان خطيبًا بارعًا، إلا أنه لم يتعلم القراءة والكتابة. يقدم السرد وصفاً مفصلاً لحياته كعبد في الجنوب.

## تاريخ النشر
نُشر آرثر دي فيلبس السيرة الذاتية لهينسون في بوسطن في أوائل عام 1849. على مدى السنوات الثلاث التالية، باعت 6000 نسخة. وأُعيد طبعها بعد ترقيم الصفحات من قبل Observer Press of Dresden، أونتاريو، لكوخ ومتحف العم توم في دريسدن. عندما عُرف لاحقًا أن رواية هينسون كانت نموذجًا لكوخ العم توم، زادت مبيعاته إلى إجمالي 100000 نسخة. في عام 1851 ظهرت في لندن وإدنبرة تحت عنوان حياة يوشيا هينسون، عبد سابقًا: كما رواه نفسه. وأُعيدَ إنتاجه من قبل العديد من شركات النشر بما في ذلك Applewood Biks ((ردمك 155709585X)) ومنشورات دوفر ((ردمك 0-486-42863-X)).

## الاستقبال العام
بعد إصدار المنشور في عام 1849، لم يتلق سوى القليل من الاهتمام العام حتى نُشرت رواية هارييت بيتشر ستو، كوخ العم توم، في عام 1852. بعد فترة وجيزة من انتشار الرواية على نطاق واسع، وتأكيد ستو الصلة بين المذكرات والرواية، وأن كتاب هينسون وتجربة حياته كانا مصدرًا رئيسيًا لعملها.